# George Knobel
George Knobel (Roosendaal, 10 december 1922 – aldaar, 5 mei 2012) was een Nederlands voetbaltrainer en voetballer. Tijdens zijn spelersloopbaan kwam hij uit voor RBC.

## Clubtrainerscarrière
George Knobel was van juli 1973 tot en met april 1974 hoofdtrainer van Ajax. Daarvoor was hij hoofdtrainer van onder meer MVV en Baronie. Hij trad aan op het moment dat de Amsterdamse club op het begin van zijn retour was na het behalen van de grote successen onder Rinus Michels en Ștefan Kovács in de acht seizoenen 1965/66 tot en met 1972/73. Door het vertrek van sterspeler Johan Cruijff eind augustus 1973, na twee Eredivisieduels en door de met blessures kampende andere dragende spelers, werd zijn trainerschap van Ajax geen succes, alhoewel hij in 1973 wel de Europese Supercup wist te winnen (januari 1974 gespeeld, 6–1 in totaal voor Ajax tegen AC Milan na twee duels). Ajax stond weliswaar bijna het hele seizoen eerste in de competitie, maar de prestaties gingen halverwege de competitie na half januari 1974, en zeker het in laatste kwart van de competitie na half maart 1974, achteruit. De laatste twee maanden voerde Feyenoord de ranglijst aan,  in welke periode Ajax nog verder achterop raakte. Ook FC Twente ging de Amsterdamse club nog voorbij, ondanks een zwakker einddoelsaldo van +38. Ajax eindigde als derde van de achttien Eredivisieclubs, met 51 punten (van de maximaal 68 haalbare punten, een score van 3/4, 75% dus), en een doelsaldo van +58. Dit was wel beter dan in de twee erop volgende seizoenen 1974/75 en 1975/76, toen Ajax onder de trainers Hans Kraay sr. en Rinus Michels ook als derde eindigde, maar met 49 en 50 punten, en doelsaldi van slechts +42 en +36, genoegen moest nemen. In het Europacup I-toernooi betekende de nipte uitschakeling tegen de eerste tegenstander, CSKA Sofia, in november 1973, het einde van de Europese suprematie van Ajax. Na een interview, waarin Knobel liet weten dat "Ajax ten onder gaat aan drank en vrouwen", werd hij na een gesprek van vijf minuten ontslagen, in april 1974. Knobel was later nog actief in België bij Beerschot en Hongkong, waar hij trainer was van het nationale elftal en Seiko Sport Association. Tevens was hij in 1982 kortstondig hoofdtrainer van Willem II. Tot op hoge leeftijd was hij actief in het betaalde voetbal als scout van RBC Roosendaal en MVV.

## Bondscoachschap Nederlands elftal
Na zijn periode bij Ajax werd George Knobel twee jaar bondscoach van het Nederlands elftal. Onder zijn leiding kwalificeerde het elftal zich tussen september 1974 en november 1975 voor het EK 1976, na in de poulefase Polen, Italië en Finland te hebben uitgeschakeld. In de voorronde werd in acht groepen gespeeld. Aan het eindtoernooi konden slechts vier landen meedoen, vandaar dat Nederland als groepswinnaar tegen de winnaar van een andere groep moest spelen om plaatsing voor de eindronde. Nederland wist België thuis te verslaan met ruime cijfers. Mede dankzij drie treffers van Rob Rensenbrink werd het in Rotterdam 5–0 in april 1976. Het tweede duel, uit tegen België in mei 1976, werd met 2–1 gewonnen, door doelpunten van Johnny Rep en Johan Cruijff. Nederland won dus in totaal met 7–1 van België. Op het Europees kampioenschap zelf werd Nederland uitgeschakeld door de latere winnaar Tsjecho-Slowakije, na verlenging met 3–1. De troostfinale tegen gastheer Joegoslavië werd wel met 3–2 na verlenging gewonnen, waardoor Nederland in juni 1976 uiteindelijk derde werd.
In september 1975, dus onder bondscoach Knobel, stapten de PSV-ers Jan van Beveren en Willy van der Kuijlen boos op tijdens een training van het Nederlands elftal in Polen. George Knobel had de training stilgelegd om de later arriverende vedetten Johan Cruijff en Johan Neeskens de hand te schudden. “Alsof de koning van Spanje kwam”, aldus Willy van der Kuijlen destijds.

## Privé
Nadat zijn echtgenote op 26 juni 2010 aan Alzheimer overleden was, werd enkele weken later bij Knobel dezelfde ziekte geconstateerd. Knobel overleed op 5 mei 2012 in zijn woonplaats Roosendaal op 89-jarige leeftijd.

## Erelijst
| Competitie        |        |         |      |      |
| Competitie        | Aantal | Jaren   |      |      |
| Ajax              | Ajax   | Ajax    | Ajax | Ajax |
| ----------------- | ------ | ------- | ---- | ---- |
| Europese Supercup | 1x     | 1973    |      |      |
| Beerschot VAC     |        |         |      |      |
| Beker van België  | 1x     | 1978/79 |      |      |